# Eleição para mesa diretora da Câmara dos Deputados do Brasil em 2015
A eleição para a Mesa Diretora da Câmara dos Deputados do Brasil em 2015, ocorrida em fevereiro do mesmo ano, elegeu o titular, Eduardo Cunha, como Presidente da Câmara dos Deputados do Brasil para o biênio 2015-2017.

## Resultados

### Presidente
Devido a quantidade de votos de Eduardo Cunha, as eleições foram decididas em turno único.
| Candidato         | Número de Votos | Partido | Bloco                                                                 | UF             | %     |
| ----------------- | --------------- | ------- | --------------------------------------------------------------------- | -------------- | ----- |
| Eduardo Cunha     | 267             | PMDB    | PMDB, PP, PTB, DEM, PRB, SD, PSC, PHS, PTN, PMN, PRP, PSDC, PEN, PRTB | Rio de Janeiro | 52,04 |
| Arlindo Chinaglia | 136             | PT      | PT, PSD, PDT, PR, PROS, PC do B                                       | São Paulo      | 26,51 |
| Júlio Delgado     | 100             | PSB     | PSDB, PSB, PPS, PV                                                    | Minas Gerais   | 19,49 |
| Chico Alencar     | 8               | PSOL    | PSOL                                                                  | Rio de Janeiro | 1,55  |
| Brancos           | 2               | -       | -                                                                     | -              | 0,38  |

### 1º vice-presidente
| Candidato       | Número de Votos | Partido | Bloco                                                                 | UF       | %     |
| --------------- | --------------- | ------- | --------------------------------------------------------------------- | -------- | ----- |
| Waldir Maranhão | 428             | PP      | PMDB, PP, PTB, DEM, PRB, SD, PSC, PHS, PTN, PMN, PRP, PSDC, PEN, PRTB | Maranhão | 83,43 |
| Brancos         | 85              | -       | -                                                                     | -        | 16,56 |

### 2º vice-presidente
| Candidato        | Número de Votos | Partido | Bloco                           | UF     | %     |
| ---------------- | --------------- | ------- | ------------------------------- | ------ | ----- |
| Fernando Giacobo | 322             | PR      | PT, PSD, PDT, PR, PROS, PC do B | Paraná | 62,76 |
| Lúcio Vale       | 158             | PR      | PT, PSD, PDT, PR, PROS, PC do B | Pará   | 30,79 |
| Brancos          | 33              | -       | -                               | -      | 6,43  |

### 1º Secretário
| Candidato   | Número de Votos | Partido | Bloco                                                                 | UF        | %     |
| ----------- | --------------- | ------- | --------------------------------------------------------------------- | --------- | ----- |
| Beto Mansur | 436             | PRB     | PMDB, PP, PTB, DEM, PRB, SD, PSC, PHS, PTN, PMN, PRP, PSDC, PEN, PRTB | São Paulo | 84,99 |
| Brancos     | 77              | -       | -                                                                     | -         | 15,00 |

### 2º Secretário
| Candidato      | Número de Votos | Partido | Bloco                           | UF             | %     |
| -------------- | --------------- | ------- | ------------------------------- | -------------- | ----- |
| Felipe Bornier | 437             | PSD     | PT, PSD, PDT, PR, PROS, PC do B | Rio de Janeiro | 85,18 |
| Brancos        | 76              | -       | -                               | -              | 14,81 |

### 3º Secretário
| Candidato     | Número de Votos | Partido | Bloco              | UF        | %     |
| ------------- | --------------- | ------- | ------------------ | --------- | ----- |
| Mara Gabrilli | 456             | PSDB    | PSDB, PSB, PPS, PV | São Paulo | 88.88 |
| Brancos       | 57              | -       | -                  | -         | 11,11 |

### 4º Secretário
| Candidato     | Número de Votos | Partido | Bloco                                                                 | UF     | %     |
| ------------- | --------------- | ------- | --------------------------------------------------------------------- | ------ | ----- |
| Alex Canziani | 457             | PTB     | PMDB, PP, PTB, DEM, PRB, SD, PSC, PHS, PTN, PMN, PRP, PSDC, PEN, PRTB | Paraná | 89,08 |
| Brancos       | 56              | -       | -                                                                     | -      | 10,91 |

### Suplentes
Na eleição de suplentes, cada parlamentar vota em 4 suplentes ao mesmo tempo, e os 4 mais votados, vencem.
| Candidato           | Partido | Bloco                                                                 | UF                 | Nº de votos |
| ------------------- | ------- | --------------------------------------------------------------------- | ------------------ | ----------- |
| Mandetta            | DEM     | PMDB, PP, PTB, DEM, PRB, SD, PSC, PHS, PTN, PMN, PRP, PSDC, PEN, PRTB | Mato Grosso do Sul | 424         |
| Gilberto Nascimento | PSC     | PMDB, PP, PTB, DEM, PRB, SD, PSC, PHS, PTN, PMN, PRP, PSDC, PEN, PRTB | São Paulo          | 382         |
| Luiza Erundina      | PSB     | PSDB, PSB, PPS, PV                                                    | São Paulo          | 372         |
| Ricardo Izar        | PSD     | PT, PSD, PDT, PR, PROS, PC do B                                       | São Paulo          | 187         |
| Valtenir Pereira    | PROS    | PT, PSD, PDT, PR, PROS, PC do B                                       | Mato Grosso        | 124         |
| Weliton Prado       | PT      | PT, PSD, PDT, PR, PROS, PC do B                                       | Minas Gerais       | 99          |
| Ronaldo Fonseca     | PROS    | PT, PSD, PDT, PR, PROS, PC do B                                       | Distrito Federal   | 47          |
| Brancos             | -       | -                                                                     | -                  | 417         |